# エースコンバット アサルト・ホライゾン
『エースコンバット アサルト・ホライゾン』（ACE COMBAT ASSAULT HORIZON）は、2011年10月13日にバンダイナムコゲームス（後のバンダイナムコエンターテインメント）より発売された、PS3およびXbox 360用フライトシューティングゲーム。エースコンバットシリーズ国内第11作。シリーズで初めてクロスプラットフォームで発売された。2013年1月25日にはEU諸国でWindows版Steam向けの『Enhanced Edition』も発売された（日本からは購入不可能）。
また、CEROの審査によって、対象年齢（15才以上対象）が設定された初のシリーズ作品にもなった。

## 作品概要
ゲームコンセプトは、もがれる翼の断末魔！。テーマは"Rebirth"（再生）。据え置き機用のシリーズ作品では初めて舞台を現実世界とし、これまでとは世界観を一新した他、後述のクロスレンジアサルトシステムや細かな破壊描写により、至近距離での戦闘表現を特に重視するなど、ゲームシステムも大幅な変更がなされている。なお、現実世界を舞台とするのは前作『エースコンバットX2 ジョイントアサルト』および2014年5月にサービスを開始した『エースコンバット インフィニティ』も同様であるが、いずれもストーリーや世界観などの繋がりはない。

### 新規システム
- クロスレンジアサルト（Close Range Assault：CRA）システムの搭載
  - 至近距離戦闘時に発生する戦闘システム。後述の新たな破壊表現の実装により、ドラマチックな戦闘をサポートしている。ドッグファイトモード（Dog Fight Mode：DFM）とエアストライクモード（Air Strike Mode：ASM）の2種類がある。

ドッグファイトモード（DFM）
敵機と1対1の状況になった時に発動するCRA。発動中は、常に敵機の背後を狙う形となり、その際に出現する「アサルトサークル」を敵機に重ねるとサークルのゲージが上昇していき、最大まで上昇させるとサークルの色が緑から赤に変わる。この時にミサイルを発射すると通常時よりも誘導性の高いミサイル攻撃が可能。この際にサークルの中心に敵機を捉えていれば、通常とは異なる高威力の「ダイレクトシュート」となる。敵機に接近するとアサルトサークルが大きくなり、ミサイルや機関砲が当てやすくなる反面、敵機が急旋回した場合に振り切られやすい。敵機とある程度の距離を保つと、アサルトサークルが小さくなり機関砲も当てにくくなるが、敵機の急旋回時など相手の動きに柔軟に対応できる。プレイヤーと同じく敵機もDFMを仕掛けてくるが、わざと敵機との距離を縮めることで逆に相手の背後に回りこむ「カウンターマニューバ」が発動できる。無論相手もカウンターマニューバを使ってくるが、その瞬間を狙って機関砲で攻撃を加えるマニューバもある。戦闘機とマルチロール機が発動できる。
エアストライクモード（ASM）
ミッション内で対地攻撃可能な状況となった時に、マップ上に出現したASMパスに接近して発動する。発動中は飛行ルートとサイドコーンが表示され、低空飛行をしながら眼下の地上目標を殲滅する。その際には機関砲のオーバーヒート（今作では、これまでのシリーズ作品と異なり、難易度による機関砲の弾数制限はないが、その代わり継続して撃ち続けると機関砲がオーバーヒートしてしまい、冷却のため一定時間撃てなくなるという仕様となっている）と兵装のリロード時間が緩和される。サイドコーンの外側に出た時、飛行ルートの端に到達した時、TGTを全て撃破した時にASMが自動的に解除され、その場合の再発動はできないため、TGTを撃ち漏らした場合は反転して手動で攻撃しなければならない。ただし、入口と飛行ルートが赤で表示されたASMパスは、TGTを撃ち漏らすとミッション失敗となる。主に攻撃機とマルチロール機、爆撃機が発動できる。
DFMサポート・DFMアシスト・ASMサポート
オンライン対戦において、プレイヤーの近くでDFMおよびASMを発動した（もしくは発動された）味方プレイヤーがいる場合に方向キーの上を押すことで発動可能。DFM・ASMサポートは、先にDFM（ASM）を発動したプレイヤーに合流し、共に目標を攻撃する事ができる。DFMアシストの場合はDFMを受けた味方攻撃機が近くにいる場合、敵戦闘機にDFMを仕掛けることで味方を救出できる。
- ダメージ表現の強化（外装ダメージの実装）
  - 機体に対するダメージ表現が追加され、より緻密にダメージ表現ができるようになった。前述のCRAとあわせてドッグファイトをよりダイナミックに表現することができるシステム（開発者はこれを「機体のゴア表現」と表している）。また、一部の建造物などの地形オブジェクトもガラスが割れたり着弾痕が残るといったダメージ表現が追加されている。
  - CRA中に攻撃を受けた建造物や兵器がプレイヤーの眼前で破壊される演出が挿入される。今作のテーマの一つである「Steel Carnage」を体現した演出となっている。
- ユーザーインターフェイスの刷新
  - HUDが一新され、カメラアングルも従来よりバリエーションがある。
- スキルシステム
  - 使用することにより、機体の性能を強化できる。また、スキルの中にはオンラインプレイでFAS（フレンドリーアシストシステム）で使用した場合、その効果を同一小隊で共有できるものもある。スキルは自分でセットしたものが6つ、オンライン対戦でFAS スロットにスキルを設定したプレイヤーが3人いれば3つ、最大で9つのスキルが適用できる。
- フォーカス
  - 本作では、画面に数度△もしくはYボタンアイコンが表示され、アイコン消滅前にボタンを押すと特定対象に注視する。ただし、外枠が赤いアイコンの時は必ず押さなければならず、押し忘れるとミッション失敗になる。
- コールサインの選択
  - オンラインやフリーミッションで取得できるポイントを貯めると上昇する階級など、特定の条件を満たすとオンライン対戦で使用するコールサインが取得でき、小隊ごとに一番上に配置されたプレイヤーが取得済みのものから自由に選択できる。敵味方飛び交う戦場においてカラーカスタマイズと合わせてプレイヤーを判別しやすくしている。ラインナップは、実在の軍隊における一般的なものから、スカーフェイス、メビウス、ガルムなどシリーズの過去作からの登場も多い。この他にもDLCでの追加も予定されている。
- 航空機の種類ごとの差別化と、ヘリコプターなどの新規カテゴリーの追加
  - 使用する航空機の種類によってDFMやASMの使用の可否が設定されるなど、これまでの作品と比較して航空機の種類ごとの役割が明確に区別される。また、ヘリコプターや爆撃機など、これまでのシリーズにはない航空機の操縦が可能となった。直接の操縦はできないが、MH-60に搭載されているドアガンによる機銃掃射、AC-130による地上支援攻撃といった操作も可能となっている。

戦闘機（Fighter）
対空戦闘に特化した航空機。高い機動性を持ち、DFMを発動することが可能。ただし、ASMの発動はできない。オンライン対戦では主に制空権の確保や、攻撃機、爆撃機の護衛を担当する。
攻撃機（Attacker）
対地戦闘に特化した航空機。高い耐久力に物を言わせて地上の目標を殲滅することができ、ASMの発動が可能である。ただし、DFMの発動はできない。そのため、戦闘機の援護無しで戦闘空域へ赴くのは非常に危険を伴う。オンライン対戦では主に敵拠点の制圧・破壊、対空兵器の排除を担当する。
多目的戦闘機（Multirole）
対空戦闘、対地戦闘の両方をこなせるマルチロール機。DFM、ASMの両方を発動可能。オンライン対戦では戦闘機と攻撃機のどちらの任務も可能であるため、搭乗するプレイヤーには臨機応変に戦況を読む力が要求される。
攻撃ヘリコプター（Attack Hericopter）
地上目標に空からの容赦無い攻撃を浴びせる、まさに"空飛ぶ戦車"。相手のレーダーに映りにくい低空飛行と、その場に留まることのできるホバリング性能を持つ。しかし、攻撃力と機動性で上回る戦闘機には弱い。オンライン対戦では敵拠点への奇襲攻撃や味方拠点の防衛を担当する。搭乗機体の中で唯一敵のミサイルを空中で撃ち落とすことが可能で、また、ミサイルに対してカウンターマニューバが発動でき、高確率で回避も可能。
爆撃機（Bomber）
空から大量の爆弾をばら撒き、周囲を焦土に変えることすら可能な戦略兵器。地上勢力制圧にはこの上ない力を発揮するが、フレア以外の自衛用兵装は持ち合わせていない上に機動性も大幅に劣るため、戦闘機による攻撃には無力である。なお、爆撃を開始するにはASMを発動しなければならない。そのため、オンライン対戦（首都攻防戦）では搭乗する前にASMを発動できる状況を整えることが必要である。
- 戦闘機のカラーカスタマイズ
  - オンラインで操縦する戦闘機を、プレイヤーの好みにカラーリングすることができる機能。戦闘機のみならず爆撃機やヘリコプターもカラーリング可能である。
  - プレイヤー機として操縦可能な戦闘機F-15Cのカラーリング（スキンデザイン コンテスト）を公募しており、優勝した作品がDLCとして配信されている。

### ゲーム連動WEB
- 2011年11月12日から稼動開始。自分が所属する都市を決め、PlayStation NetworkもしくはXbox Liveのアカウントとひも付けし、オンラインモード「首都攻防戦」でのプレイヤーの勝敗が連動。それにより、リアルタイムで世界地図が更新されていく。これ以外に、プレイ成績に応じたWEB独自のランキング「リーダボード機能」、戦績確認の「プレイヤーカード」機能もある。2012年11月24日で世界大戦は終了、11月26日のアップデートで対戦成績のデータアップロードも無くなった。

### 作品の設定
- 実在軍部隊の操作。主人公の詳細な人物設定
  - エースコンバットシリーズでは、初めて実在の国籍マークが施された機体も登場し、アメリカ陸軍・空軍、海軍の航空機などをプレイヤーが操作できる。また、トレイラー中に出てくるF-22には、ラングレー空軍基地を示す記号「FF」が垂直尾翼に書かれている（実際にラングレー空軍基地は、バージニア州ハンプトンに位置しており、F-22を運用している）。また、初めて主人公に詳細な人物設定がなされており、主人公「ビショップ」のストーリーを中心に様々なキャラクターに焦点が当てられるサブミッションも展開される。
  - 発表時に流れた最初のトレイラーの冒頭部分に兵士がスマートフォンでTwitterを見ているシーンで"Hawkgunner"というユーザーが出ているが、Twitter上に実際に存在する。
- 架空兵器の排除
  - 現実世界を舞台とするなどリアルさを重視しており、今までのシリーズに登場していた架空機や超兵器は本編には登場しない。ただし、新型爆弾を巡る攻防というストーリーであるため、この点では本編に架空兵器が登場している。また、本編とは無関係なDLC架空機として、河森正治のデザインによる架空機（ASF-X 震電II）や、『エースコンバット6 解放への戦火』に登場したCFA-44 ノスフェラトが使用可能である。
- 脚本への外部スタッフのフィーチャリング
  - アメリカの有名な軍事作家ジム・デフェリス（Jim DeFelice）が脚本を手がけている。また、PS3のゲームinFamousのキャラクターデザインに携わった幾つかのスタッフが今作のキャラクターデザインに携わっている。

### オンラインモード
インターネットを通じて、他のプレイヤーと競い合ったり協力ミッションを行うモード。ミッションCO-OPを除いて、制限時間、CPU機の参加不参加、カテゴリーごとの使用機体のランク制限、スキル使用の可否など各種のルール設定をホストが自由に設定することができる。また、全てのモードで、フレンドなど他のプレイヤーを指名して招待することができる。
- 「首都攻防戦（Capital Conquest）」
  - 世界中の著名な大都市を舞台に戦闘機・攻撃機・爆撃機・攻撃ヘリコプターを操り、どちらの部隊が先に相手のHQ（司令部）を破壊するか競うモード（爆撃機は、味方HQの耐久力が20%を下回った時に解禁される）。マップ中央の支援拠点を制圧することで、HQへのASMパスが表示され、HQへの攻撃が可能となる。制圧された支援拠点には防衛部隊が出現し、防衛側はこれらを破壊することで、攻守が入れ替わる。HQを完全に破壊するか、制限時間到達時にHQにより大きなダメージを与えていた部隊の勝利となる。キャンペーンにも登場するドバイやマイアミの他、オンライン専用としてパリのマップが、DLCとして東京、ホノルルのマップが登場する。また、この戦いは上述のゲーム連動WEBでの自軍勢力関係にも関係していた。
- 「ドミネーション（Domination）」
  - ドミネーションは、マップに点在する拠点を仲間と協力して奪い合う。中立の拠点エリア内に一定時間とどまることで拠点を占領でき、ターゲットと防衛部隊、そして、ASMパスが出現する。ターゲットを破壊することで、再び中立拠点に戻すことができる。占領された拠点の数に応じて、一定時間ごとにゲージが上昇していき、ゲージが最大まで上昇するか、制限時間到達時にゲージの高い方の部隊の勝利となる。
- 「デスマッチ（Deathmatch）」
  - デスマッチは、その名の通り参加者全員が敵となり、撃墜数やポイントを競い合う。地上戦力は一切出現せず、純粋な空対空戦闘となる。撃墜数制とポイント制があり、撃墜数制は倒した敵機の数を競い、ポイント制は敵機を撃墜した際に得られるポイントを競う。このポイントは、倒した敵機が自機よりも高性能の機体であるほど高得点となっている。ホストの設定したポイントや撃墜数を達成するか、制限時間到達で終了となり、その時点でのランキングが表示される。
- 「ミッションCO-OP」
  - プレイヤー同士で協力してミッションの達成を目指すモード。ミッションは主にキャンペーン内のものが使われているが、CO-OP用に敵が強化されているなどの変更が加えられている。

## ストーリー
西暦2015年、「アフリカを取り戻す」をスローガンとする反政府運動がアフリカ全土で激化し、アフリカ諸国は戦乱の嵐に包まれていた。現地政府は国連に反政府軍と海賊の掃討を要請する一方、NATO加盟国は連合軍をアフリカに派遣して各地で反政府軍の鎮圧作戦を行っていた。しかし、反政府軍はいずこから入手した最新兵器で武装している上に地形を生かしたゲリラ戦を展開しており、戦局は早くも泥沼化の様相を呈していた。
そんな中、アメリカ軍の戦闘機パイロットであるウィリアム・ビショップは、旧友のホセ・"ガッツ"・グティエレスと共に第108タスクフォースの中心として反政府軍鎮圧任務に従事していた。ある日、タスクフォース配下のヘリ部隊が作戦行動中に正体不明の爆発で壊滅する事件が発生。連合軍の兵士達は、口々に「反政府軍が新型爆弾を開発した」と噂しあっていた。
真相を確かめるべく、ガッツたちと共に戦場の空に飛び立つビショップ。その行く手には、「アクーラ」の異名を持つ一人のロシア人パイロットが待ち受けていた…。

## 用語集

### 登場人物

#### NATO連合軍
ウィリアム・ビショップ（William Bishop）
日本語声優：土田大
本作の主人公で、アメリカ空軍「ウォーウルフ隊」1番機のパイロット。コールサインは「ウォーウルフ1」。37歳。階級は中佐。
寡黙で沈着冷静な人物で、部下からの信頼も厚いが、シャークマウスの戦闘機に殺される悪夢に何度も悩まされている。過去にイラク戦争に参加した経験がある。シリーズで初めて主人公の名前と顔が明確に登場する。
ホセ・グティエレス（José Gutierrez）
日本語声優：飯島肇
ビショップの旧友で、ウォーウルフ隊の2番機。コールサインは「ウォーウルフ2」。ニックネームは「ガッツ（Guts）」。32歳。階級は大尉。
一流のパイロットであり、F-15のアグレッサー部隊に所属していた事もある。普段からジョークで周囲を和ませるムードメーカーだが、空では冷静な判断力を見せる。ヒスパニック系で、時々スペイン語を喋る。とあるミッションにおいて、彼がエースコンバットのタイトル名を使ってビショップにツッコミを入れるシーンが存在する。
ダグ・ロビンソン（Doug Robinson）
日本語声優：乃村健次
アメリカ陸軍のAH-64Dで構成される攻撃ヘリコプター部隊「シューター隊」の隊長。コールサインは「シューター1」。ニックネームは「ディーレイ（D-Ray）」。43歳。階級は大尉。
攻撃ヘリミッションにおけるプレイヤーキャラクター。下士官からの叩き上げで、生真面目な性格をしている。トリニティの爆発には何度か巻き込まれているが、爆発から遠くにいたことや、トラックにつまれた弾頭の爆発規模が広くなかったこともあり、いずれも生還を果たしている。
ジャニス・リール（Janice Rehl）
日本語声優：園崎未恵
アメリカ空軍のAC-130U スプーキーの女性機長。コールサインは「スプーキー01」。34歳。階級は少佐。勝気な性格で、ガッツとは姉弟のような間柄となっている。
先述したようにガンシップの機長であるが本職は爆撃機パイロットで、爆撃機パイロット時のコールサインは「レイザー1」。爆撃ミッションにおけるプレイヤーキャラクター。
ドアガンナー
MH-60のドアガンのガンナーを務める兵士で、ドアガン射撃ミッションにおけるプレイヤーキャラクター。劇中ではオープニングに登場する髑髏の顎を模したマスクを付けた人物と、スエズ運河での臨検において普通のマスクを付けた人物の2人が登場する（前者はトリニティの爆風を受け瀕死の重傷を負ったため、後者の臨検において登場するガンナーと同一人物かは不明）。
マジック（Magic）
日本語声優：掛川裕彦
連合軍第108タスクフォースのAWACS。当機の管制指揮官は、時々ビショップに対して敬語で話すことがあるため、階級はビショップより下だと思われる。
ピエール・ラポワント（Pierre La Pointe）
日本語声優：西村知道
連合軍第108タスクフォースの指揮を執る、フランス空軍の将軍。58歳。
軍人としての任務だけでなく、時には外交官としてNATOや現地政府との交渉を行うこともある。厳格な軍人だが、ビショップには一目置いている。
ジャック（Jack）
「シューター1」の副操縦士。ディーレイとの会話から、とてもユーモラスな人物である事が窺える。
スペンス（Spense）
「スプーキー01」のSO（砲手）。
トミー（Tommy）
「スプーキー01」のFCO（火器管制官）。
フィン（Finn）
「レイザー1」の副操縦士。ジャニスとの会話から、彼女とは以前から面識がある模様。

#### ロシア軍
セルゲイ・イリッチ（英：Sergei Illich / 露：Сергей Ильич）
日本語声優：阪口周平
ロシア空軍のパイロットで、コールサインは「レッドムーン1」。階級は少佐。
マルコフの旧友であったが反政府軍に与することはせず、連合軍の一員として反政府軍と戦っている。またスタグレイショフらが離反した後もタスクフォース108に残り、ロシア正規軍の指揮を執りながらNRF軍鎮圧作戦に参加する。
イワン・スタグレイショフ（英：Ivan Stagleishov / 露：Иван Стаглеишов）
日本語声優：有本欽隆
ロシア空軍の将軍。NATOとの共同作戦に難色を示しており、あまり協力的ではない。自ら戦闘機に搭乗して航空部隊を率いる事もあり、その際のコールサインは「ビッグベア1」。
その正体はブラトノイの工作員。モガ・ア・ディー・ユーでの戦闘後、ビッグベア隊を率いてウォーウルフ隊やリオン隊を攻撃し、合流してきたマルコフと共に逃亡した後、ロシアに戻ってクーデターを起こし新ロシア連邦を設立する。

#### 反政府軍
アンドレイ・マルコフ（英：Andrei Markov / 露：Андрей Марков）
日本語声優：谷昌樹
Su-35を駆る反政府軍のエース・パイロット。40歳。元ロシア空軍大佐で、空軍時代に英雄勲章を授与された経験がある。
機体にシャークマウスのペイントを施していることから、「アクーラ」（ロシア語で「鮫」の意）という異名を持つ。妻のクリスタを米軍の空爆作戦によって失ったことから、アメリカ人に対して猛烈な恨みを抱いている。

#### その他
デイビッド・ハミルトン（David Hamilton）
作中世界におけるアメリカ合衆国大統領。劇中ではアメリカ軍最高司令官として、敵軍と戦うビショップ達を激励する。
クリスタ・ヨスラフ（英：Krista Yoslav / セルビア語：Криста Иослав）
マルコフの妻。劇中では既に故人。かつて米軍が中心となって行ったボスニア空爆作戦に巻き込まれ死亡しており、その事がマルコフがアメリカに対し猛烈な恨みを抱く原因となっている。

### 組織
NATO（North Atlantic Treaty Organization）
北大西洋条約機構。実在する軍事同盟組織。
作中では東アフリカの反政府運動や海賊の掃討を現地政府に依頼され、アメリカ軍やフランス軍を中心にロシア軍を加えて編成された連合軍を派遣する。
ブラトノイ（Blatnoi）
ロシアの犯罪組織。名は「ならず者」の意。反政府軍に武器や兵器を供給していた事が判明する。また、NRF軍の蜂起にも関わっている。
NRF（New Russian Federation）
新ロシア連邦。スタグレイショフ将軍を中心にロシア連邦軍の一部部隊が一斉蜂起して結成されたクーデター軍。航空戦力や地上戦力、海上戦力ともに、ロシア正規軍にも劣らない規模を有している。

### 部隊名
NATO連合軍（第108タスクフォース）
ウォーウルフ隊
アメリカ空軍のエース・パイロット達で構成される第108タスクフォースの主力航空部隊。リード機はビショップ中佐、二番機はガッツが担当。
マルコフを追うにつれ、戦場がアメリカ合衆国へと移行したため、終盤からはアメリカ軍の指揮下で行動する。
ノーマッド隊（使用機体：MH-60）
MH-60で構成されるヘリコプター部隊。トリニティによる攻撃を受けた最初の部隊。
特殊部隊のヘリボーン、並びにその支援と敵施設強襲や要人救出などを担当する。作中、何度も所属機が撃墜されてしまう。
シューター隊（使用機体：AH-64D）
AH-64Dで構成される攻撃ヘリコプター部隊。主に敵地への強襲任務やノーマッド隊の護衛と支援などを担当。
隊長はディーレイで、ノーマッド隊への指揮も彼が同時に担っている。
タイガー隊（使用機体：F-15）
アメリカ空軍の航空部隊。戦場が世界各地へ移行した後も、ウォーウルフ隊と共にブラトノイとの激戦を戦い抜く。
ジェリコ隊
ミッション02「Inferno」およびミッション16「Akula」において登場する地上防空部隊。劇中では主にジェリコ1（ペトリオット装備）とジェリコ2が登場するが、首都防衛時にウッドロウ・ウィルソン記念橋に展開していたジェリコ1は、Tu-160の捨て身の体当たり攻撃を受けてしまう（その後交信が途絶えた事から、壊滅した模様）。
フランス空軍
リオン隊（使用機体：ミラージュ2000）
連合軍所属のフランス空軍パイロット達で構成される。リード機はカーリーという名のパイロット（ミッション02「Inferno」でビショップが一度だけファーストネームで呼ぶ）。
ミッション06「Blue on Blue」で数機が撃墜されたためか、その後のミッションでは登場しない。
アメリカ空軍（終盤で本土防衛に当たる、第108タスクフォースに所属していない部隊のみ記載）
コヨーテ隊（使用機体：F-15）
ウォーウルフ隊、タイガー隊と共にマイアミ防衛に当たる航空部隊。リード機のパイロットは女性。
ダガー隊（使用機体：A-10、F-15）
オープニングおよびミッション15:Hurricaneにて登場。トリニティを搭載したマルコフのPAK-FAを迎撃するが、圧倒的な戦闘力の前に全滅する。
ちなみに、オープニングではA-10に乗り、橋上の敵部隊を爆撃する。
ブレード隊（使用機体：F-16）
ミッション16:Akulaで首都防衛に当たる航空部隊。
バイパー隊（使用機体：F-16）
ブレード隊と共に首都防衛に当たる航空部隊。唯一、ヴァイパー7のパイロットのみチャーリー・ウェンと名乗る。
セイバー隊（使用機体：F-16）
同じくブレード隊と共に首都防衛に当たる航空部隊。
ロシア空軍
レッドムーン隊（使用機体：MiG-29）
連合軍と共に反政府軍討伐作戦に参加しているロシア空軍の航空部隊。リード機はイリッチ少佐。
彼らの機体には独自のカラーリングが施されており、オンラインで一定条件を満たせばプレイヤーも使用可能。
モーラト隊（使用機体：MiG-29、Su-24）
ロシア正規軍所属の航空部隊。デルベント上陸作戦や黒海のロシア首相救出作戦などでウォーウルフ隊と共闘する。
ヴァローナ隊（使用機体：MiG-29）
ロシア正規軍に所属する航空部隊。ベールイ基地防衛戦で増援部隊としてウォーウルフ隊に加勢する。黒海ではウォーウルフ隊と共に反政府軍艦隊攻撃作戦に参加する。
ビッグベア隊（使用機体：MiG-29）
アフリカに派遣されたロシア空軍の中核を担うと思われる航空部隊。12機編成で、リード機はスタグレイショフ将軍。
同隊とレッドムーン隊はNATO連合軍の応援として派遣されているため、厳密にはNATO連合軍の指揮下には置かれていない。
オサー隊（使用機体：Mi-24D）
ロシア正規軍に所属する攻撃ヘリコプター部隊。モスクワ解放戦にてシューター隊と共闘するが、作戦中に展開されたSAMの攻撃を受け全滅する。
チュレーニ隊
ロシア正規軍に所属する地上部隊。デルベント解放作戦に参加し、ウォーウルフ隊及びモーラト隊の支援の下、デルベントのシタデルを拠点とした敵要塞を制圧、デルベント解放に成功する。
ヴァイン隊
ロシア正規軍に所属する地上部隊。ベールイ空軍基地の防衛を行う。
リガ隊
ロシア正規軍に所属する地上部隊。モスクワ解放戦に参加し、シューター隊及びオサー隊の支援の下、NRFの本拠地とするクレムリンを制圧する。作戦中にトリニティの攻撃を受けた後も通信はあったため、被害は少なかった模様。

### 登場機体・兵器
| 戦闘機（ファイター）  | マルチロール機        | 攻撃機（アタッカー） | 爆撃機      | 攻撃ヘリ              | 多用途ヘリ（ドアガンナー） | ガンシップ     |
| --------------------- | --------------------- | -------------------- | ----------- | --------------------- | -------------------------- | -------------- |
| F-22A Raptor          | PAK-FA                | Su-34 Fullback       | B-1B Lancer | AH-64D Apache Longbow | MH-60 BLACK HAWK           | AC-130U Spooky |
| Su-47 Berkut          | Rafale M              | F-2A                 | B-2 Spirit  | Mi-24 Hind            |                            |                |
| Su-35 Flanker-E       | F-35B Lightning II    | A-10A Thunderbolt II |             | Ka-50 Hokum           |                            |                |
| Typhoon               | F-15E Strike Eagle    | F-117A Nighthawk     |             |                       |                            |                |
| F-15C Eagle           | JAS-39C Gripen        | Su-25TM Frogfoot     |             |                       |                            |                |
| Su-33 Flanker-D       | F/A-18F Super Hornet  | Tornado GR.4         |             |                       |                            |                |
| F-14D Super Tomcat    | F-16F Fighting Falcon |                      |             |                       |                            |                |
| Su-24MP Fencer        | Mirage 2000-5         |                      |             |                       |                            |                |
| MiG-29A Fulcrum       | F-4E Phantom II       |                      |             |                       |                            |                |
| F-16C Fighting Falcon | F-15S/MTD             |                      |             |                       |                            |                |
| MiG-21bis Fishbed     | CFA-44 Nosferatu      |                      |             |                       |                            |                |
| Su-37 Terminator      | AV-8B Harrier II plus |                      |             |                       |                            |                |
| YF-23 Black Widow II  |                       |                      |             |                       |                            |                |

架空兵器
トリニティ（Experimental Weapon 1）
反政府軍が作ったと噂される新型爆弾で、連合軍内では既にその存在が知られている。投下型の爆弾や巡航ミサイルなど様々な兵器に搭載することができ、それまでの通常爆弾とは桁外れの破壊力を持つ。
特定の条件を満たすことにより、フリーミッションでPAK-FAの特殊兵装としてプレイヤーも使用可能。オンライン対戦においてはその強力な性能から、プレイヤー機を8機連続で撃墜しなければ使用できないという制約がある（特定のスキルによって緩和できる）。
ASF-X 震電II
本作オリジナルの架空機で、航空自衛隊向けに開発された次期支援戦闘機の実証試験機と設定されているステルス戦闘機。「領海内での対艦攻撃」「上陸戦力の迎撃」「山岳部での防衛戦における近接支援」の3点を重視した設計となっており、前進翼と縦2列配置の双発エンジンが特徴。機体種別はマルチロール機。
2011年10月26日より有料ダウンロードコンテンツとして配信されている。
2012年3月17日に「エースコンバット アサルト・ホライゾン マスターファイル ASF-X震電II」が発売されている。

## ダウンロードコンテンツ
今作も『エースコンバット6』同様、DLCにて機体やマップなどのコンテンツの配信 が行われている。
日本国外で発売されたWindows版では『THE IDOLM@STER』『鉄拳』『パックマン』といったキャラクターのコラボも含むDLCがほとんど収録されているが、トーネード GR.4や『超時空要塞マクロス』とコラボしたF-14D「"VF-1J & VF-1S バルキリー"カラーセット」は収録されていない（配信が日本限定のため）。

### 機体
予約特典
F-4E ファントムII（予約特典限定の機体であり、再配信の予定もないとアナウンスされている）
2011年10月13日配信開始（無料）
F-15C「デスライダー」（スキンデザインコンテスト優勝作品のカラーリング）
2011年10月26日配信開始
ASF-X 震電II（河森正治のデザインした架空機）
F-14D「ハロウィンパンプキン」
F/A-18F「レッドデビルズ」
2011年11月17日配信開始
Su-35「"TEKKEN JIN & KAZUYA" カラーセット」（鉄拳シリーズとのコラボレーション）
2011年11月30日配信開始
F-15 S/MTD
トーネード GR.4
F-117A「星条旗」
A-10A「ウォートホッグ」
F-15E「"THE IDOLM@STER 如月千早"カラーセット」
Su-33「"THE IDOLM@STER 星井美希"カラーセット」
F-22A「"THE IDOLM@STER 天海春香"カラーセット」
"THE IDOLM@STER"カラー3種パック（千早・美希・春香の上記の機体カラーセットをまとめたもの）
2011年12月14日配信開始
Su-37 ターミネーター（Color3が、『エースコンバット04』に登場した黄色中隊のカラーリングになっている）
A-10A「クリスマス」
F-35B「パックマン」
Rafale M「タイガーパターン」
AH-64D「レオパードパターン」
カラーパック1（上記のA-10A, F-35B, Rafale M, AH-64Dの4機のカラーをまとめたもの）
2011年12月21日配信開始
オンライン強化パック
下記の追加マップ・追加機体のセット。
- - 追加マップ：東京
  - 追加マップ：ホノルル
  - CFA-44 ノスフェラト（Color3が、『エースコンバット6』に登場したシュトリゴン隊のカラーリングになっている）
  - AV-8B ハリアーIIプラス

F-15C「白龍」
F-14D「ジョリーロジャース」（第103戦闘攻撃飛行隊とのコラボ）
F/A-18F 「ジョリーロジャース」
カラーパック2（上記のF-15C, F-14D, F/A-18Fの3機のカラーをまとめたもの）
2012年2月15日配信開始
YF-23 ブラックウィドウII
Ka-50 ホーカム
Su-34「鉄拳　アリサ&シャオユウ」
F-22A 「ウォーウルフ」
PAK-FA「アクーラ」
F-2A「ナガセ」
カラーパック3（上記のSu-34, F-22A「ウォーウルフ」, PAK-FA, F-2Aのカラーをまとめたもの）
F-22A「フラッシュ」
F-15E「タイガーパターン」
F-15C「パトリオット」
カラーパック4（上記のF-22A「フラッシュ」, F-15E, F-15Cのカラーをまとめたもの）
F-16C「パトリオット」
F-15CとF-16Cの「パトリオット」は、アメリカ空軍とのスペシャルコラボレーション。
2012年3月21日配信開始
F-14D「"VF-1J & VF-1S バルキリー"カラーセット」
超時空要塞マクロス生誕30周年を記念して「空を飛ぶ」ブランド仲間として誕生したカラーリング。*日本限定配信。
F-117A「"THE IDOLM@STER 萩原雪歩"カラーセット」
Mirage 2000-5「"THE IDOLM@STER 高槻やよい"カラーセット」
Typhoon「"THE IDOLM@STER 菊地真"カラーセット」
"THE IDOLM@STER"カラー3種パック2（萩原・高槻・菊地の上記の機体カラーセットをまとめたもの）

### スキル
予約特典
アドバンスDFM+
アドバンスASM+
MGクールダウン+
上記の3つは、12月21日から単体でもダウンロード配信が開始された。
2011年12月14日配信開始
クイックリスポーン+
シャープシューター
ディフェンダー
スキルセット2（クイックリスポーン+、シャープシューター、ディフェンダーのセット）
2011年12月21日配信開始
クイックアサルト+
ブーストアンドクイック
アドバンスボム+
スキルセット3（クイックアサルト+、ブーストアンドクイック、アドバンスボム+のセット）
スキルセット1（アドバンスDFM+、アドバンスASM+、MGクールダウン+のセット）

### オンラインモード専用のマップ
オンラインモード専用に、東京やホノルルのマップが強化パックで配信されている。
2011年12月21日配信開始
東京、ホノルル（上述のオンライン強化パックによるセット販売のみ）

### その他
今作を含むシリーズ作品に登場した組織・部隊のエンブレムや国旗を模したアバターや、カスタムテーマの有料配信が行われている。

### アップデート
2012年11月26日に、タイトルアップデートが行われた。そして、これに伴いダウンロードコンテンツの更新およびリリースの終了となる。オンラインモードでの各種改良が主。
- 首都攻防戦でのHQの耐久値をアップ
- セルフリスポーンの禁止
- 逃げDFM中の墜落時（もしくは戦域外離脱）のペナルティを追加
- 一部兵装のパラメーター調整
- 再出撃時の無敵解除条件を追加
- ゲーム連動webサービス終了に伴う対戦成績アップロードの機能削除
- リチャージ待機キャンセルの修正
- 東京およびワシントンにおける空母ダメージ判定の修正
- スキル：グローバルASMの継続条件修正
- 途中入室時の挙動修正（PS3版のみ）
- ボイスチャットの品質改善（Xbox 360版のみ）

## 関連項目

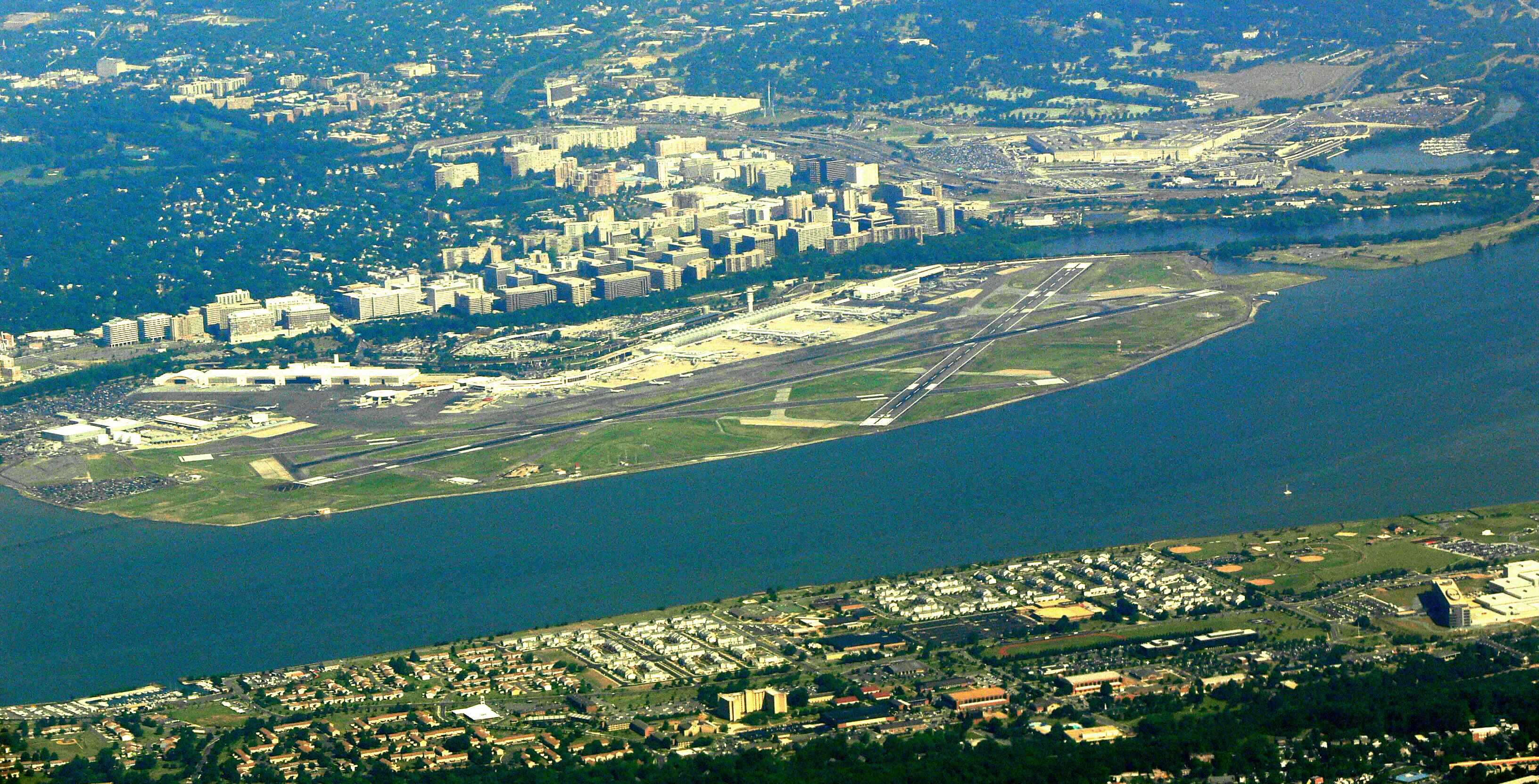
ナショナル空港

## 関連商品
エースコンバット イカロス・イン・ザ・スカイ
2012年3月28日発売。DLCとして出てくるASF（次期支援戦闘機）の開発計画のテストパイロットとして選抜されたナガセ ケイ三尉を中心とした物語の航空小説。
この小説へは「PROJECT ACES」の完全協力が行われている。
ASF-X 震電II
株式会社ハセガワがPROJECT ACESとコラボして製作した1/72プラモデル。
この会社は、以前のコラボ機の「F-14D TOMCAT "CHERRY BLOSSAM"（F-14D トムキャット"エースコンバット さくら"）」制作をした事でも有名である。